# Gangtok
Gangtok (Nepali/Hindi: गंगटोक, Gaṅgṭok anhörenⓘ, Bhutia སྒང་ཐོག་ sgang thog) ist Hauptstadt und die größte und wirtschaftlich bedeutendste Stadt des ehemaligen Königreichs und jetzigen indischen Bundesstaates Sikkim. Sie liegt im Südosten des Bundesstaates auf den südlichen Ausläufern des Himalaya-Gebirges auf etwa 1800 Metern Höhe. In der Stadt leben 29.162 Menschen (Volkszählung 2001), sie ist das Zentrum des Tourismus in Sikkim und Verwaltungssitz des Distrikts East Sikkim.
Die genaue Bedeutung des Wortes „Gangtok“ ist unklar, wahrscheinlich bedeutet es aber einfach „erhabener Hügel“. Die Stadt ist ein Zentrum des tibetischen Buddhismus mit vielen buddhistischen Klöstern und Schulen.

## Geografie
Die Stadt wurde auf einem Hang liegend erbaut. An ihrem einen Ende steht das Haus des Gouverneurs, das The Ridge genannt wird. Das andere Ende der Stadt ist der Palast, der auf 1.828 Metern Höhe liegt. Am Fuße der Stadt fließt der Fluss Ranikhola. Die meisten Straßen sind durch die Hanglage sehr steil. Die Häuser stehen auf aufgeschütteten waagerechten Flächen. Vom Ostteil der Stadt kann man die schneebedeckten Hänge des Himalaya und den Kangchendzönga sehen.
Wegen der erhöhten und geschützten Lage der Stadt hat Gangtok das ganze Jahr über ein mildes, gemäßigtes Klima. Wie auch die meisten anderen Regionen im Himalaya spricht man in Gangtok von fünf Jahreszeiten: Sommer, Monsun, Herbst, Winter und Frühling. Die Temperaturen schwanken zwischen 25 °C im Sommer und 3 °C im Winter. Da die Temperaturen nur selten unter den Gefrierpunkt fallen, schneit es nur sehr selten. Die letzten Winter, in denen es Schneefall gab, waren 1990, 2004 und 2005. Im Winter ist das Wetter sehr wechselhaft und kann sehr schnell von strahlender Sonne zu starkem Regen umschwenken.
Der Frühling und Herbst sind in der Regel mild und sonnig. Während der Monsunzeit, die von Juni bis September dauert, und im Winter ist die Stadt aber häufig in Nebel gehüllt. Erdrutsche sind in der Umgebung von Gangtok während der Regenzeit häufig, passieren aber auch in der trockenen Jahreszeit, da der Himalaya in dieser Region aus lockeren Felsformationen besteht. Die Stadt ist dann manchmal von anderen Teilen Sikkims abgeschnitten.
|                       | Jan  | Feb  | Mär   | Apr   | Mai   | Jun   | Jul   | Aug   | Sep   | Okt   | Nov  | Dez  |   |         |
| Mittl. Tagesmax. (°C) | 12,7 | 14,2 | 18,3  | 20,9  | 21,6  | 22,1  | 21,9  | 22,4  | 21,7  | 20,9  | 17,7 | 14,4 | ⌀ | 19,1    |
| Mittl. Tagesmin. (°C) | 4,4  | 5,8  | 9,0   | 11,7  | 13,8  | 16,2  | 16,8  | 16,7  | 15,6  | 12,5  | 8,9  | 5,9  | ⌀ | 11,5    |
|                       |      |      |       |       |       |       |       |       |       |       |      |      |   |         |
| Niederschlag (mm)     | 31,0 | 76,7 | 124,6 | 287,8 | 528,7 | 614,9 | 630,9 | 565,8 | 453,4 | 180,4 | 39,0 | 21,2 | Σ | 3.554,4 |
|                       |      |      |       |       |       |       |       |       |       |       |      |      |   |         |
| Regentage (d)         | 5,6  | 9    | 11,3  | 18,4  | 25,5  | 27,2  | 29,8  | 29,3  | 25,4  | 12,2  | 6,2  | 4,7  | Σ | 204,6   |

| 4,4 |

| 5,8 |

| 9,0 |

| 11,7 |

| 13,8 |

| 16,2 |

| 16,8 |

| 16,7 |

| 15,6 |

| 12,5 |

| 8,9 |

| 5,9 |

| 4,4 |

| 5,8 |

| 9,0 |

| 11,7 |

| 13,8 |

| 16,2 |

| 16,8 |

| 16,7 |

| 15,6 |

| 12,5 |

| 8,9 |

| 5,9 |

Die Flora in der Umgebung der Stadt besteht sowohl aus Laubwäldern des gemäßigten Klimas mit Pappeln, Birken, Eichen und Ulmen, als auch aus immergrünen Nadelwäldern des feucht alpinen Klimas. Die Stadt ist umgeben von dichten Wäldern. Erwähnenswert sind auch zahlreiche seltene Orchideenarten, die in dieser Region wachsen. Blütenpflanzen wie zum Beispiel Sonnenblumen, Ringelblumen und Weihnachtssterne blühen im November und Dezember.
Die Hänge um Gangtok sind stark mit Bambus bewachsen, die fortlaufend Quellwasser liefern, das an deren Wurzeln abfließt. Weiter talwärts wechselt die Vegetation von unten nach oben von alpin zu subtropisch nach gemäßigt.

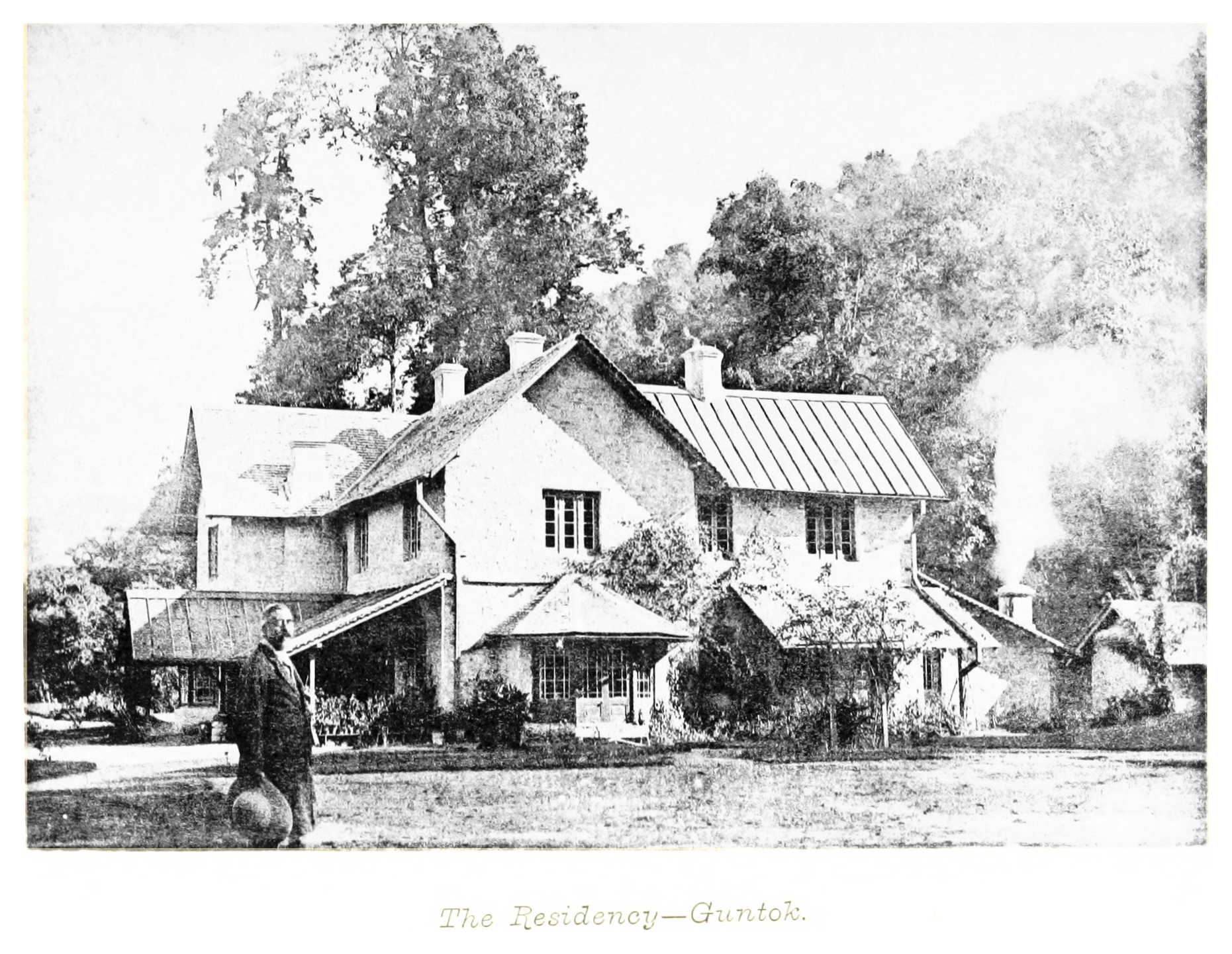
Gangtok, Residenzgebäude (1894)
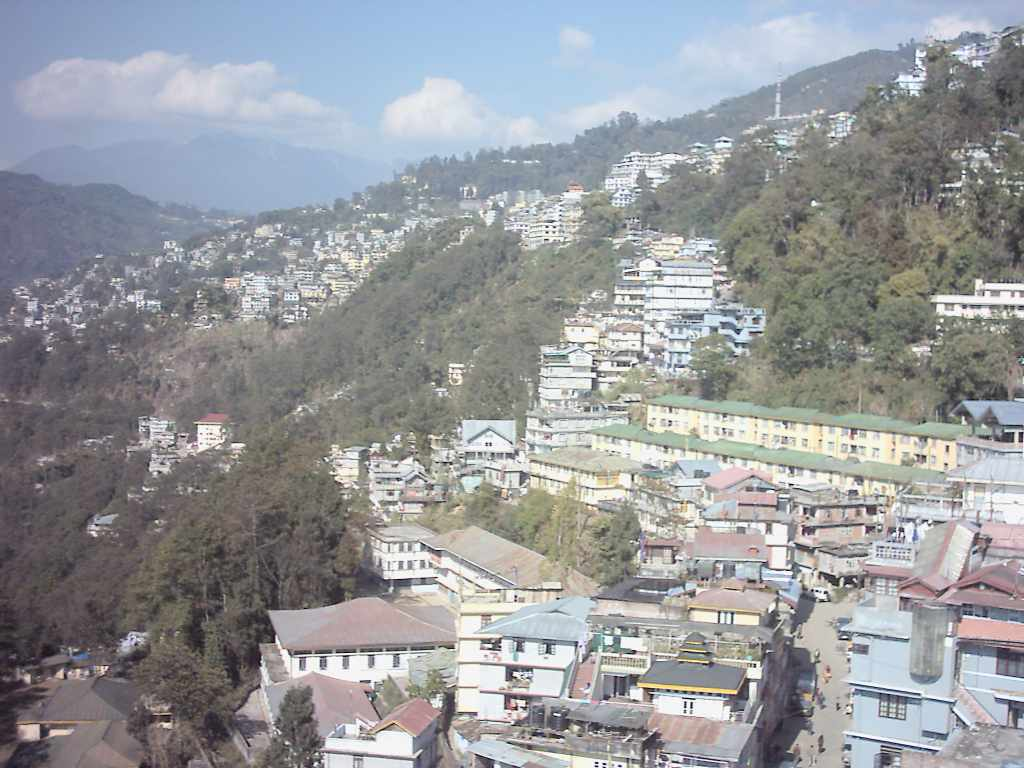
Gangtok aus der Seilbahn heraus gesehen
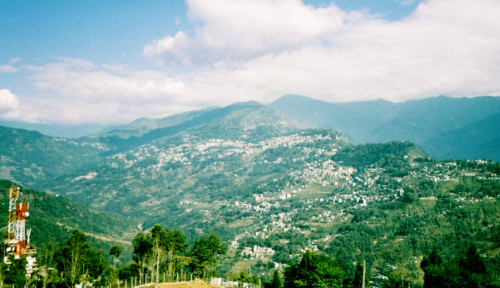
Gangtok vom gegenüberliegenden Berghang gesehen
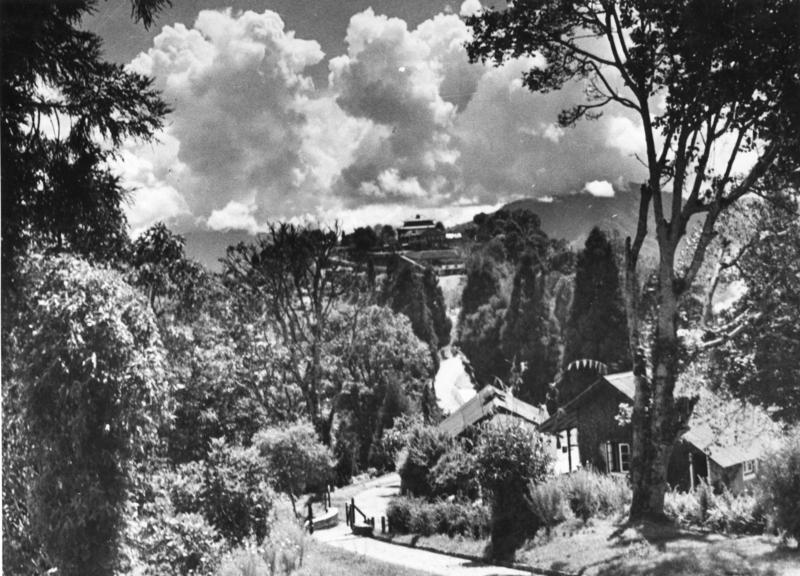
Blick auf den Palast 1939
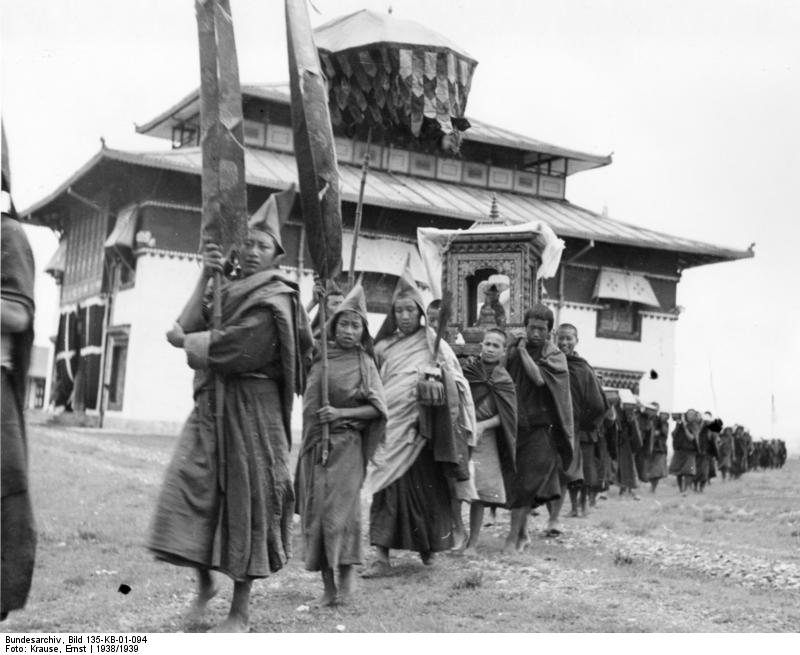
In Gangtok 1939

## Geschichte

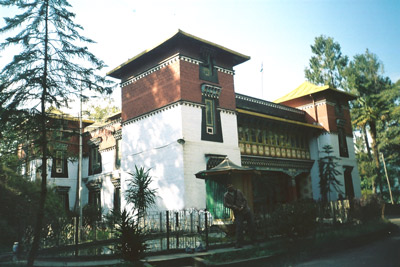
Museum für Tibetologie

Die frühe Geschichte von Gangtok ist weitgehend unbekannt. Erste schriftliche Überlieferungen beziehen sich auf den Bau einer Einsiedelei im Jahr 1716. Bis zur Gründung des Enchey-Klosters im Jahr 1840 blieb Gangtok eine kleine Ortschaft, dann entwickelte es sich aber schnell zu einem Zentrum für Pilger. Nach dem Sieg der Briten über die Tibeter wurde die Stadt zu einer wichtigen Station zwischen Tibet und Britisch-Indien. Fast alle Straßen und Telegrafenleitungen entstanden in dieser Zeit.
1894 verlegte Thutob Namgyal, der damalige König von Sikkim, die Hauptstadt von Sikkim von Tumlong nach Gangtok. Ein großer Platz und eine Reihe von Regierungsgebäuden entstanden. Nach der indischen Unabhängigkeit 1947 wurde Sikkim selbstständig. Der Handel florierte und die Stadt wuchs schnell. 1975 wurde die Monarchie in Sikkim abgeschafft und Sikkim wurde nach einem Referendum als 22. Bundesstaat an die Indischen Union angegliedert, Gangtok wurde zur Hauptstadt dieses Bundesstaates.

## Bevölkerung
Der Großteil der Einwohner von Gangtok sind Nepalesen, die sich während der britischen Herrschaft über Indien dort ansiedelten. Neben ihnen wohnen Lepchas und Bhutias in größeren Zahlen in der Stadt, wobei erstere schon immer in dieser Region sesshaft waren. Besonders in den letzten Jahren wanderten zahlreiche Tibeter, aber auch Marwaris, Biharis und Bengalen zu.
Unter der Bevölkerung Gangtoks überwiegen Hindus und Buddhisten. Daneben gibt es auch einige Christen, wobei dies vor allem Lepchas sind, die durch die Briten im späten 19. Jahrhundert missioniert wurden. Für die kleine muslimische Gemeinde gibt es eine kleine Moschee. Die Stadt war trotz der religiösen Vielfalt nie in diesbezügliche Konflikte involviert.
Die meistgesprochene Sprache in Gangtok ist Nepalesisch. Englisch und Hindi sind ebenso stark verbreitet, daneben gibt es auch Menschen, die Tibetisch, Lepcha und Bhutia sprechen.

## Wirtschaft
Da ganz Sikkim sehr bergig ist, gibt es weder einen Eisenbahnanschluss noch einen Flughafen. Deswegen ist das wirtschaftliche Potential dieser Region stark eingeschränkt. Der größte Arbeitgeber von Gangtok ist die Stadtverwaltung. Auch die Polizei beschäftigt zahlreiche Arbeitnehmer. Da jährlich ca. 200.000 Touristen ca. 9,7 Mio. US-Dollar in der Stadt ausgeben, sind zahlreiche Einrichtungen, von den Hotels bis zu den Geschäften, vom Tourismus abhängig. Die produzierende Industrie ist, abgesehen von der Herstellung von Handarbeiten, Uhren und Spirituosen in kleinen Familienbetrieben, nur sehr schwach ausgebildet. Unter den Handarbeiten ist vor allem die Erzeugung von Papier aus verschiedenen pflanzlichen Fasern erwähnenswert. Der große Marktplatz der Stadt ermöglicht es den Bauern, auch aus größerer Entfernung, in der Erntezeit ihre Waren anzubieten.
Da der Bundesstaat Sikkim eine Grenzregion ist, ist die indische Armee mit einer großen Zahl von Soldaten in der Nähe von Gangtok stationiert, die die Wirtschaft in der Region durch ihre Einkäufe stützen. Ein nicht unwesentlicher Teil der Einnahmen der Stadt wird auch durch zahlreiche Glücksspieleinrichtungen erwirtschaftet. Der wiedereröffnete Nathu-La-Pass nach Tibet war bis zu seiner Schließung im Jahr 1962 die wichtigste Handelsroute für Wolle, Pelze und Gewürze.

## Infrastruktur
Gangtok ist durch zahlreiche Quellen, die in der Nähe der Stadt liegen, im Überfluss mit Wasser versorgt. Daneben wird die gesamte Stromversorgung durch Wasserkraftwerke gesichert. In Gangtok steht die einzige Herzklinik des Bundesstaates Sikkim. Nur etwa 30 % der Häuser Gangtoks sind an das Kanalisationssystem angeschlossen, es würde 6,4 Millionen US-Dollar kosten, die restlichen Häuser in das Netz einzubinden. Die maximale Bauhöhe von Häusern in Gangtok beträgt 15 Meter, an diese Vorschrift hält sich aber niemand. Um umweltfreundlich zu sein, wurden Plastiktüten aus der Stadt verbannt. Nahezu alle Geschäfte verpacken ihre Waren deswegen in Papiertüten.
In Gangtok gibt es mehrere gute Schulen, aber nur eine einzige Hochschule, die nur akademische Grade in Kunst und Handel vergibt. Zwar gibt es auch keine Universität, die Sikkim Manipal University liegt aber nur acht Kilometer außerhalb des Ortes. Andere Einrichtungen verleihen Diplome in weniger etablierten Studienrichtungen, wie zum Beispiel in buddhistischer Literatur. Viele wandern in die Städte Shiliguri und Kolkata aus, um eine bessere Ausbildung zu bekommen. Neben der fehlenden Industrie in und um die Stadt ist die mangelnde Ausbildung ein Grund für die steigende Arbeitslosigkeit.

## Stadtverwaltung

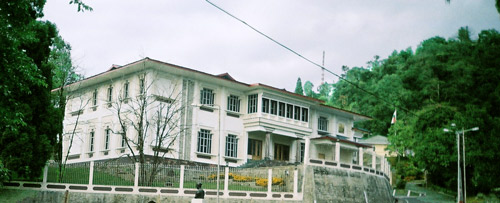
Regierungsgebäude in Gangtok

Neben der Funktion als Hauptstadt des Bundesstaates ist die Stadt gleichzeitig Verwaltungssitz des Distrikts Ost-Sikkim. Als Hauptstadt von Ost-Sikkim, ist Gangtok auch Sitz des District Collectors, der ein Beamter des indischen Staates ist und weite Befugnisse auf den Gebieten der Gesetzgebung, Besteuerung und des Bauwesens hat. Gangtok ist Sitz des High Court of Sikkim, des kleinsten seiner Art in Indien.
Gangtok wird von einem Gemeinderat verwaltet, dessen Mitglieder direkt durch die Bevölkerung gewählt werden. Die Aufsicht und Instandhaltung des Straßennetzes ist aber Aufgabe der Border Roads Organisation (BRO), die zur indischen Armee gehört. Gangtok hat, anders als andere indische Städte, kein eigenes Polizeikommissariat. Stattdessen fällt die Stadt in den Bereich der Polizei des Bundesstaates, mit Leitung des Director General of Police, welcher der Polizeibeamte mit dem höchsten Dienstgrad in Indien ist. Für Gangtok ist wiederum ein Inspector General of Police zuständig, der dem Director General of Police untersteht. Gangtok hat eine der niedrigsten Kriminalitätsraten in ganz Indien.

## Verkehr
Der öffentliche Verkehr in Gangtok beschränkt sich auf Taxis, wobei größere Distanzen in die Umgebung von Sammeltaxis, den sogenannten share-jeeps bewältigt werden. Die Stadt ist die einzige indische Hauptstadt, in der eine Seilbahn gebaut wurde, ihre Fahrtstrecke beträgt aber nur weniger als einen Kilometer. Die Pendelbahn diente einst ausschließlich den Ministers of Legislative Assembly, ist mittlerweile aber für die Öffentlichkeit zugänglich.
Die einzige Straße nach Gangtok ist die Schotterstraße NH-31A, die vom 114 Kilometer entfernten Shiliguri über Kalimpong führt und einen Abzweig nach Darjiling hat. Die Städte werden öffentlich sowohl mit Bussen als auch mit privaten Jeeps und Kleinbussen miteinander verbunden. Der nächste Bahnhof ist im 124 Kilometer entfernten New Jalpaiguri, einem Vorort von Shiliguri. Der nächste Flughafen ist der Flughafen Pakyong.

## Medien, Unterhaltung und Telekommunikation
In Gangtok erscheinen täglich Zeitungen in Englisch, Nepalesisch und Hindi. Von ihnen werden nur die nepalesischen Zeitungen in der Stadt gedruckt. Englische Zeitungen sind The Statesman und The Telegraph, die in Shiliguri gedruckt werden und The Hindu und The Times of India, die in Kolkata gedruckt werden und mit einem Tag Verspätung in Gangtok eintreffen. Daneben erscheinen verschiedene Magazine, wie zum Beispiel das Catscanned.
In Gangtok gibt es drei Kinos, die Filme in den drei oben genannten Sprachen spielen. Es gibt außerdem eine öffentliche Bibliothek.
Internet wird zwar, unter anderem in mehreren Internetcafés angeboten, Breitband-Internetzugang ist aber eher selten. Die meisten Haushalte haben Satellitenfernsehanschlüsse mit denen alle indischen und einige nepalesische Kanäle empfangen werden können. Daneben gibt es einen einzigen Radiosender, All India Radio. Die Stadt wird von drei Handynetzbetreibern versorgt.

## Kultur
Neben den indischen Festen, wie Diwali und Makar Sankranti werden auch buddhistische Feste wie zum Beispiel Losar, Loosong, Bhumchu, Saga Dawa, Lhabab Duechen und Drupka Teshi gefeiert. Daneben wird das tibetische Neujahr (Losar), Mitte Dezember gefeiert. Für eine Woche sind deswegen die meisten Geschäfte und öffentlichen Einrichtungen geschlossen. In den letzten Jahren wurde auch das christliche Weihnachten immer beliebter. Im Januar wird in der Stadt der Cham, ein Tanzfest mit Masken, mit großem Trubel veranstaltet.
Die in Gangtok gehörte Musik umfasst neben westlicher Rockmusik nepalesischen Rock und Hindi-Pop.
Fußball und Cricket sind die beliebtesten Sportarten in der Stadt. Einziger Sportplatz der Stadt ist das Paljor Stadium.
Die Küche in Gangtok besteht hauptsächlich aus Nudelgerichten, wie zum Beispiel Thukpa, Chowmein, Thanthuk, Fakthu, Gyathuk und Wonton. Daneben ist Momo (mit Gemüse, Rind- oder Schweinefleisch gefüllte Teigtaschen) ein traditionelles Gericht der Region. Alkohol ist wegen niedriger Steuern sehr billig und insbesondere das indische Bier namens Hit ist deswegen sehr beliebt.

## Sehenswürdigkeiten

### Palzor Stadium Road
Die Palzor Stadium Road, oder auch nur P.S. Road verbindet die weiter talwärts gelegenen Stadtteile und Vororte mit dem Stadtkern. Am Ende dieser Straße gibt es zahlreiche Hotels, unter denen sich auch das Hotel Tibet befindet, in dessen letzten Stock der Dalai Lama übernachtet, wenn er die Stadt besucht.

### Mahatma Gandhi Road
Die M.G. Road ist als Geschäftsstraße das Wirtschaftszentrum der Stadt.

### Lal Bazar
Lal Bazar ist der am Ende der M.G. Road gelegene große Markt der Stadt, auf dem aus ganz Indien und auch aus Nepal und Bhutan am Wochenende Händler ihre Waren verkaufen.

### Development Area
Etwas über der Stadt liegt dieses Gebiet, das auch Zero Point genannt wird. Es wurde von der Regierung für die zukünftige Expansion der Stadt ausgewählt. Die städtische Bibliothek liegt dort.

### Parks und Gärten

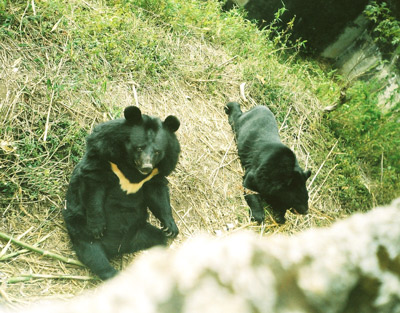
Kragenbären im Himalayan Zoological Park

Der Himalayan Zoological Park stellt die Tierwelt der Himalayaregion zur Schau, wobei unter anderem Kragenbären, Indische Leoparden, Schneeleoparden, Tibetische Wölfe, Muntjaks, Schleichkatzen, Kleine Pandas und Axishirsche gehalten werden. Des Weiteren wachsen in den Jawaharlal Nehru Botanical Gardens unter anderem zahlreiche verschiedene Bambus- und mehr als 50 verschiedene Baumarten.

### Namgyal Research Institute of Tibetology
Das auch als Tibetology Museum bekannte Museum beherbergt eine große Kollektion von Masken, buddhistischen Schriften, Statuen, Wandteppichen und über 200 buddhistische Ikonen. Es ist ein Zentrum der Lehre buddhistischer Philosophie. Im Garten befindet sich die bekannte Statue von Padmasambhava, bei deren Anblick er der Legende nach gesagt haben soll "sie sieht aus wie ich".

### Rumtek-Kloster

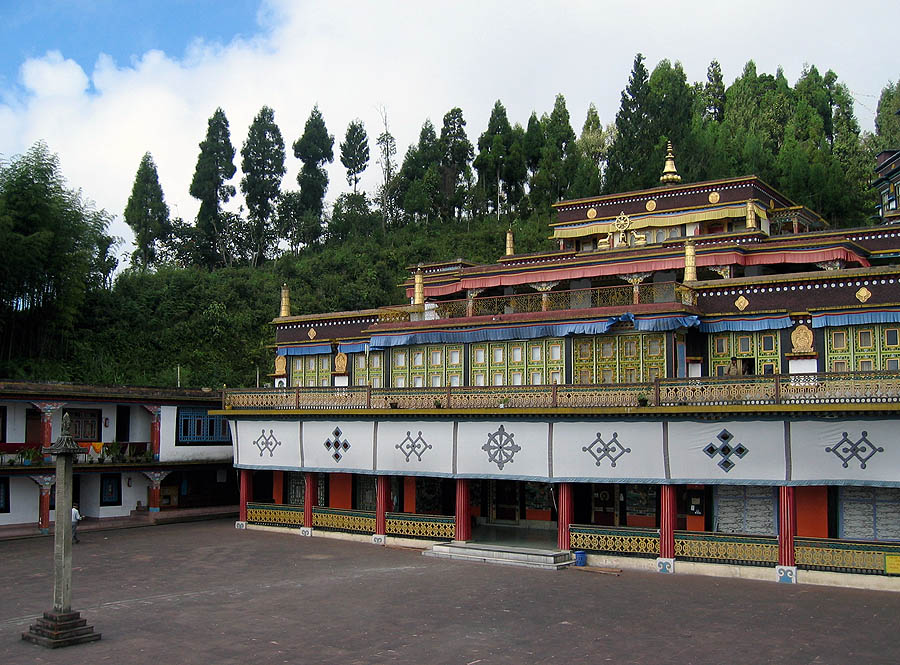
Das Rumtek-Kloster

Etwas außerhalb der Stadt befindet sich eine der heiligsten buddhistischen Klöster, das Rumtek-Kloster. Das zum Kagyu-Klosterorden, einem der wichtigsten tibetischen Linien, gehörende Kloster beherbergt einige der wichtigsten und heiligsten tibetisch-buddhistischen Schriften und religiösen Objekte. Es wurde 1960 erbaut, wobei ein einfaches Kloster in Lhasa als Vorlage diente.

### Enchey-Kloster (Ningmapa Klosterorden)
Dieses Kloster ist, neben dem Do-drul Chorten Stupa und dem Rumtek-Kloster eine der wichtigsten buddhistische Einrichtung Gangtoks und Zentrum der buddhistischen Lehre und Kultur. Es ist ca. 200 Jahre alt und im Barockstil errichtet. Damit ist es das älteste Kloster der Stadt. Es ist Sitz des tibetisch-buddhistischen Nyingma-Ordens und beherbergt zahlreiche religiöse Artefakte und Bildnisse von Göttern.

### Do-drul Chorten

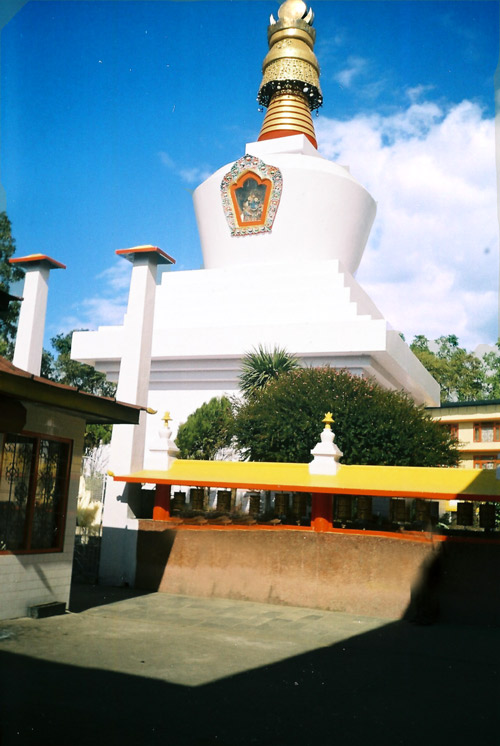
Die Stupa Do-drul Chorten in Gangtok

Diese Stupa, die 1945 von Trulshi Rimpoché, dem Oberhaupt des Nyingma-Ordens, errichtet wurde, beherbergt Reliquien, heilige Bücher und Mantras. Um das Gebäude herum befinden sich 108 Gebetsmühlen (Mani Lhakor). Zusätzlich befindet sich eine religiöse Schule in diesem Gebäude.
Weitere Sehenswürdigkeiten sind die beiden, den Hindugöttern Ganesha und Hanuman gewidmeten Tempel, Ganesh Tok und Hanuman Tok. Gangtoks höchstgelegenes Haus, die Siniolchu Lodge liegt nahe dem Enchey-Kloster, das auch nahe am 90 Meter hohen Fernsehturm des Bundesstaates Sikkim liegt.